# کاتلیا ریکولور
کاتلیا ریکولور (نام علمی: Cattleya iricolor) نام یک گونه از سرده کاتلیا است.